# Thomas Scott
Thomas Foster Scott (Warren, 3 gennaio 1833 – Norwood, 23 giugno 1911) è stato un arciere statunitense.

## Carriera
Partecipò alle gare di tiro con l'arco ai Giochi olimpici di Saint Louis 1904. Ai Giochi, Scott giunse tredicesimo nella gara di doppio York e diciassettesimo nel doppio americano.
Anche sua figlia Lida Howell fu arciera olimpica.